# 1992 TJ1
1992 TJ1 är en asteroid i huvudbältet som upptäcktes den 2 oktober 1992 av den amerikanske astronomen Henry E. Holt vid Palomarobservatoriet.
Asteroiden har en diameter på ungefär 8 kilometer och den tillhör asteroidgruppen Eunomia.